# 牛串

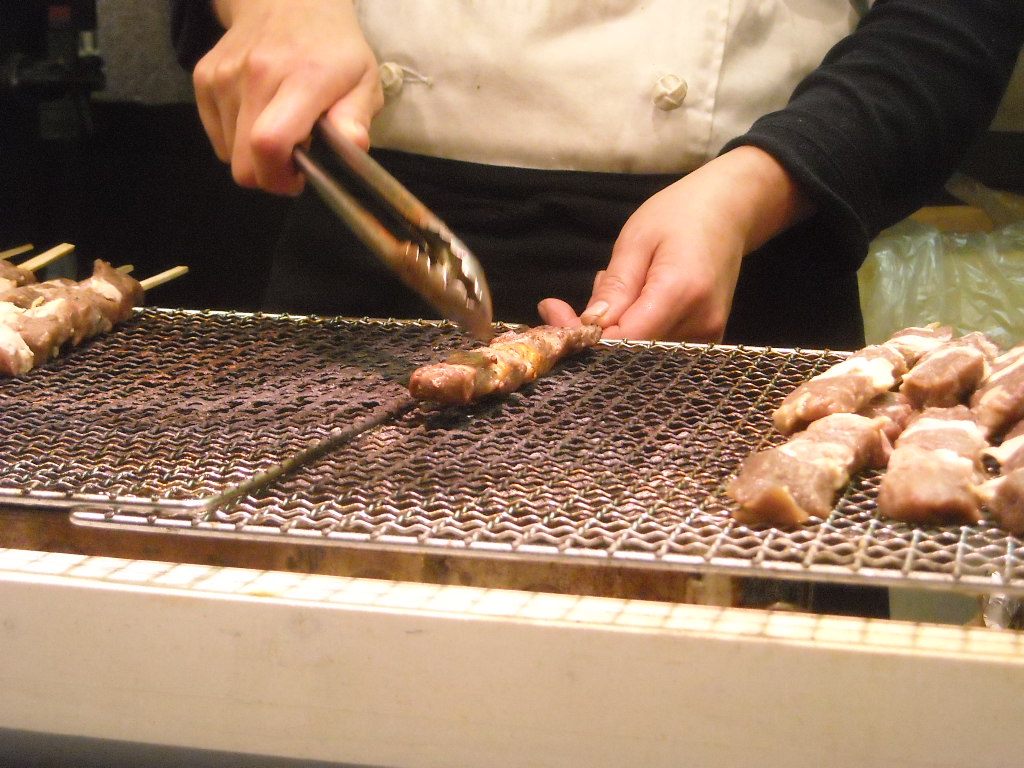
牛串焼き

牛串（ぎゅうくし）とは、牛肉を串などで串刺しにした日本の肉料理。
牛串煮込み・牛ホルモン串煮込みをメニューとしている店もある。煮込み料理もあるが、あぶり焼きした料理（串焼き）も多い。
串焼き
発祥した地域や時代に関しては定かではないが、焼き鳥から派生したものだと考えられており、豚肉を使用した場合はやきとんなどと呼ぶ。米沢市（米沢牛）や飛騨市（飛騨牛）など牛肉を特産とした地域でよく見かけ、居酒屋や郷土料理店のメニューにも載っている。
牛肉を一口大のサイコロ状にカットし、串に数個刺して炭火やコンロで中までじっくりと焼く。焼く時間は火の強さや地域によって様々である。
味付けはタレと塩が主に使われる。タレは醤油をベースとしてみりんや砂糖などが加えられたもので、焼き鳥のタレと近いが、牛肉に合うように多少味付けが異なっているものが多い。
「炭火牛串」などを売りとする飲食店も多い。駅弁にも使用されている。